# Squamulea
Squamulea is een geslacht van korstmossen behorend tot de familie Teloschistaceae. De typesoort is Squamulea subsoluta.

## Soorten
Volgens Index Fungorum telt het geslacht 15 soorten (peildatum december 2023):
| Soortnaam               | Auteur(s)                                        | Publicatiejaar |
| ----------------------- | ------------------------------------------------ | -------------- |
| Squamulea chelonia      | Bungartz & Søchting                              | 2020           |
| Squamulea coreana       | S.Y. Kondr. & Hur                                | 2020           |
| Squamulea flakusii      | (Wilk) Arup, Søchting & Bungartz                 | 2020           |
| Squamulea galactophylla | (Tuck.) Arup, Søchting & Frödén                  | 2013           |
| Squamulea humboldtiana  | Bungartz & Søchting                              | 2020           |
| Squamulea loekoesiana   | (S.Y. Kondr. & Upreti) Arup, Søchting & Bungartz | 2020           |
| Squamulea micromera     | (Hue) S.Y. Kondr., Lőkös & Hur                   | 2017           |
| Squamulea nesodes       | (Poelt & Nimis) S.Y. Kondr.                      | 2015           |
| Squamulea oceanica      | Bungartz & Søchting                              | 2020           |
| Squamulea osseophila    | Søchting & Bungartz                              | 2020           |
| Squamulea parviloba     | (Wetmore) Arup, Søchting & Frödén                | 2013           |
| Squamulea phyllidizans  | (Wetmore) Søchting & Bungartz                    | 2020           |
| Squamulea squamosa      | (B. de Lesd.) Arup, Søchting & Frödén            | 2013           |
| Squamulea subsoluta     | (Nyl.) Arup, Søchting & Frödén                   | 2013           |
| Squamulea uttarkashiana | S.Y. Kondr., Upreti, Nayak & A. Thell            | 2020           |